# Etrurien
Etrurien var en region i centralitalien afgrænset af floderne Arno og Tiberen. Området omfattede det, der i dag udgør det meste af Toscana, det nordlige Lazio og det nordvestlige Umbria. Den var beboet af etruskerne – en gammel civilisation – der blomstrede i området fra omkring det 8. århundrede f.Kr. indtil de blev assimileret ind i den Romerske Republik i det 4. århundrede f.Kr.

## Etruskisk Etrurien
Det antikke folk i Etrurien identificeres som etruskere. Deres komplekse kultur centreret omkring adskillige bystater, der blev stiftet i den villanoviske periode i det niende århundrede f.Kr.. De var meget magtfulde i de orientaliserende arkaiske perioder.
Etruskerne var en dominerende kultur i Italien i 650 f.Kr., hvor de overgik andre antikke italienske folkeslag som ligurerne. Deres indflydelse kan ses ud over Etruriens grænser i Po-dalen og Latium, såvel som i Campania og gennem deres kontakt med de græske kolonier i Syditalien (inklusive Sicilien). Faktisk er der på nogle etruskiske grave – såsom dem på Tumulus di Montefortini ved Comeana (nutidens Carmignano) i Toscana – blevet fundet fysisk bevis for handel med Egypten af arkæologer (fine egyptiske faience kopper er et eksempel herpå). En sådan handel fandt sted enten direkte med Egypten eller gennem mellemhandlere som græske eller fønikiske søfolk
Rom blev stærkt påvirket af etruskerne, selvom den var adskilt fra datidens grænse for Etrurien af Silva Ciminia (den Ciminiske skov). En række etruskiske konger regerede Rom indtil 509 f.Kr., da den sidste etruskiske konge, Lucius Tarquinius Superbus, blev fjernet fra magten, og den Romerske Republik blev etableret. Etruskerne tilskrives indflydelse på romersk arkitektur og rituel praksis. Det var således under de etruskiske konger, at vigtige strukturer som Capitolium, Cloaca Maxima og Via Sacra blev opført.
Den etruskiske civilisation havde en stor indflydelse på kulturen i det tidlige Romerske Republik, herunder noget af det, der senere blev de mest symbolske traditioner i byen. Dette omfattede også introduktionen af nye fødevarer, det latinske alfabet, arkitektur og ingeniørelementer.

## Romersk Etrurien
I den augustinske organisation af det romerske Italien var Etrurien navnet på en region (Regio VII). Dens grænser var Tiberen, det Tyrrhenske Hav, de Apuanske Alper og Appenninerne. Dette er omtrent sammenfaldende med grænserne fra Etrurien, før den romerske periode (begyndende i 509 f.Kr.).

## Etrurien i moderne historie
Storhertugdømmet Toscana (som eksisterede fra 1569-1801 og fra 1814-1859) benævnte sig selv på latin som Magnus Ducatus Etruriae (dansk: Det Store Hertugdømme Etrurien). Navnet Etrurien blev også anvendt til Kongeriget Etrurien, som var en kortvarig klientstat af Napoleon I af Frankrig, der erstattede Storhertugdømmet Toscana mellem 1801 og 1807.

## References
1. ↑  Treccani.
2. ↑  "Etruschi - Enciclopedia". Treccani (italiensk). Hentet 2024-07-05.
3. ↑  Posth, Cosimo;  et al. (2021). "The origin and legacy of the Etruscans through a 2000-year archeogenomic time transect". Science Advances. 7 (39): eabi7673. Bibcode:2021SciA....7.7673P. doi:10.1126/sciadv.abi7673. PMC 8462907. PMID 34559560.
4. ↑  Kindy, David, Where Did the Ancient Etruscans Come From?: A new DNA analysis suggests the enigmatic civilization was native to the Italian Peninsula, Smithsonian, September 29, 2021
5. ↑  Rix, Helmut. "Etruscan." In The Ancient Languages of Europe, ed. Roger D. Woodard. Cambridge University Press, 2008, pp. 141–164.
6. ↑  Cary, M.; Scullard, H. H., A History of Rome. Page 28. 3rd Ed. 1979. ISBN 0-312-38395-9.
7. ↑  Roma.Com, Redazione (2021-08-04). "L'influenza della civiltà etrusca sugli antichi Romani". Roma.Com (italiensk). Hentet 2023-04-26.
8. ↑  Baracca, M. (1970). Atlante Storico (latin). Novara: De Agostini. s. 15.

42°13′40″N 11°50′20″Ø / 42.227871°N 11.838912°Ø